# Celliers de Rajac
Les celliers de Rajac (en serbe cyrillique : Рајачке пивнице ; en serbe latin : Rajačke pivnice) sont des celliers situés sur le territoire du village de Rajac, près de Negotin, en Serbie. Ils sont inscrits sur la liste des entités spatiales historico-culturelles d'importance exceptionnelle de la République de Serbie. Ces celliers, en même temps que ceux de Rogljevo et de Štubik font l'objet d'une inscription au patrimoine mondial de l'UNESCO.

## Présentation

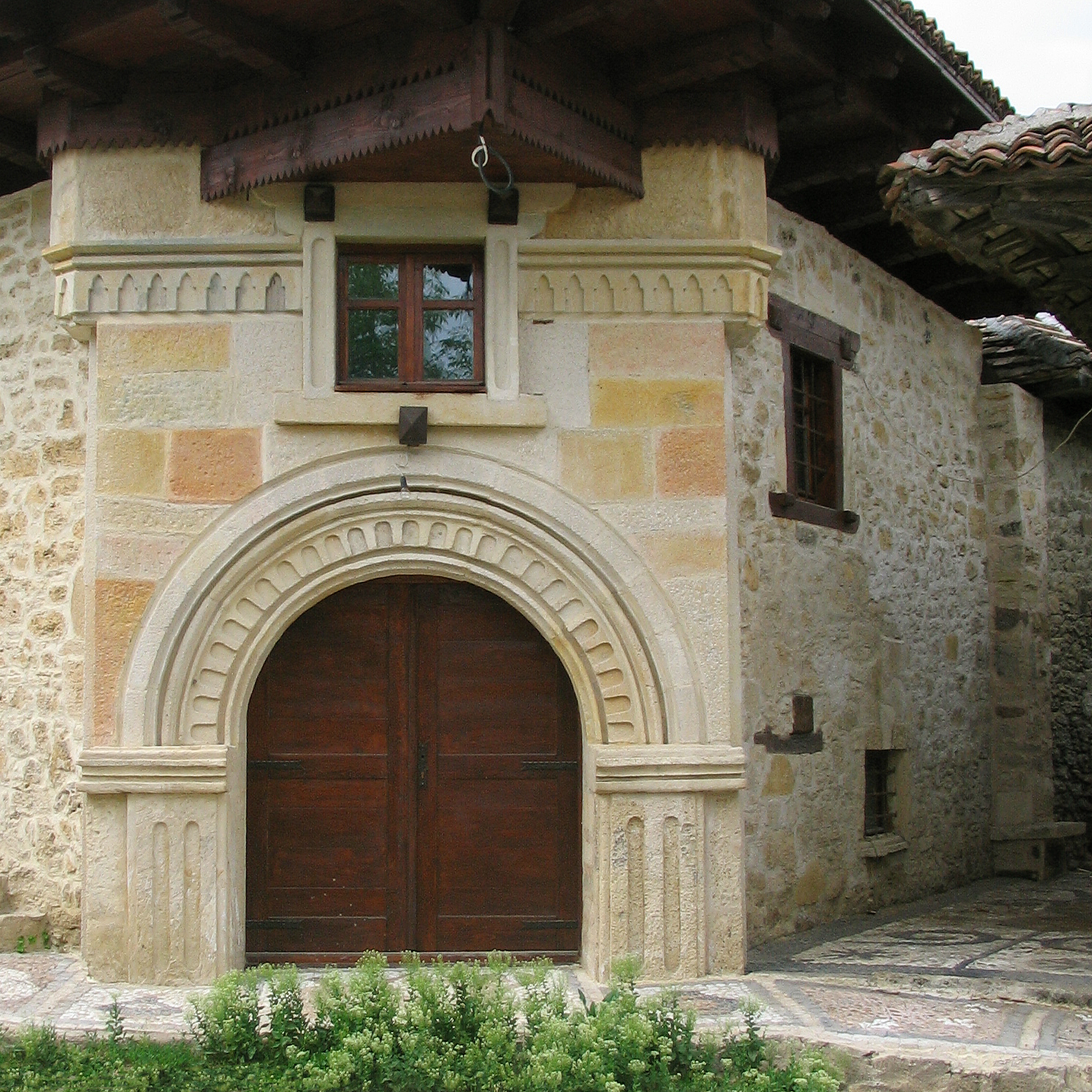
Portail d'entrée d'un cellier

Rajac est situé à environ 22 km de Negotin, dans la région de la Negotinska krajina, Les celliers de Rajac sont situés sur une colline, il y a environ 270 celliers regroupés autour de la place centrale de cet ancien village de vignerons qui n'est plus habité. La plupart des celliers sont installés dans des bâtiments communs qui peuvent en regrouper de deux à quatre. Ces bâtiments, qui pour beaucoup, datent de la fin du XVIIIe siècle, sont construits en pierre et sont recouverts d'un toit en tuiles au début du XXe siècle. Partiellement enterrés, ils possèdent souvent deux entrées sur deux niveaux, avec une fenêtre pour ceux qui ne disposent pas d'une seconde porte ; une gouttière en bois appelée gurma permet d'y déverser le raisin. Les portails situés entre les fenêtres principales sont souvent dotés d'une arche à des fins décoratives.
Les plus anciennes de ces caves à vin sont l'œuvre d'artisans originaires du sud des Balkans, dont l'un est connu comme le « maitre de la Macedoine Costa », ils se seraient servis d'une variété de pierre identique à celle employée pour les tombes du cimetière du village.